# ケビン・スティンバージ
ケビン・スティンバージ（Kevin Steenberge、1983年8月6日-）は、アメリカ合衆国のプロバスケットボール選手。日本男子プロバスケットボールリーグbjリーグの琉球ゴールデンキングス所属した。メリーランド州出身。ポジションはセンター。背番号51。身長211cm、体重106kg。

## 来歴
リッチモンド大学を卒業後、スペインリーグでのプレーを経て、2007年に琉球ゴールデンキングス入団。
2008年、オランダリーグへ移籍。
2009年、富山グラウジーズへ移籍。シーズン途中、琉球ゴールデンキングスに復帰。